# Icosinia paniculata
Icosinia paniculata là một loài thực vật có hoa trong họ Cẩm quỳ. Loài này được (Lour.) Raf. mô tả khoa học đầu tiên năm 1838.